# 長江実業
長江実業（集団）有限公司（Cheung Kong（Holdings）Limited）は、香港を本拠とする香港最大の企業グループ。
現会長の李嘉誠が1957年に長江実業有限公司として創業し、その後香港の発展と共に主導的地位を築きあげた。長江実業として1972年に香港証券取引所に上場。香港で最大の不動産開発企業のひとつであり、商工業などその他の産業でも重要な地位を占める。現社長兼副会長は、現会長李嘉誠の長男の李沢鉅（Victor Li）。

## 沿革
1950年、創業者の李嘉誠が香港にプラスティック工場長江塑膠廠を作り、造花を売り出したところ、「ホンコンフラワー」として大当たりとなった。
1958年に不動産業に転身し、長江実業有限公司を設立して香港最大の不動産ディベロッパーとなった。
1979年に和記黄埔（ハチソン・ワンポア）、1985年に香港島の電力供給を独占する香港電灯を買収し規模を拡大した。

## 長江グループ企業

### 香港証券取引所上場企業
長江グループ傘下のグループ企業のうち、香港証券取引所に上場しているのは下記の10社である。
- 長江実業（集団）有限公司
- 電能実業有限公司（ホンコンエレク、元: 香港電灯集団有限公司）
- 和記黄埔有限公司（ハチソン・ワンポア）
- 和記港陸有限公司（ハチソン・ハーバー・リング）
- 長江基建集団有限公司
- 和記電訊国際有限公司（ハチソン・テレコミュニケーションズ）
- TOM集団
- 長江生命科技集団有限公司
- 匯賢リート（REITs）
- 泓富リート（REITs）

グループ全体として、現在57カ国で企業活動を行っており、総従業員は26万人を超える。